# Physocephala munda
Physocephala munda är en tvåvingeart som först beskrevs av Enrico Adelelmo Brunetti 1912.  Physocephala munda ingår i släktet Physocephala och familjen stekelflugor. Inga underarter finns listade i Catalogue of Life.